# Minuto final
Minuto final es una película de thriller policíaco ecuatoriana, del director Luis Avilés, fue producida por Leticia Becilla y protagonizada por Ricardo Velasteguí. Es la primera película en el mundo en ser grabada totalmente con drones. La película fue estrenada en Guayaquil, Quito, Cuenca, Manta, Durán y Samborondón, el 3 de agosto de 2018.

## Trama
Leonardo es un honesto policía milagreño, que tras descubrir un crimen de degollamiento a las afueras de Guayaquil, emprende su búsqueda dentro de la ciudad para hallar a Cráneo, el homicida culpable de varios crímenes, con ayuda de su amiga Vero, agente destinada al control de cámaras de ojos de águila, un sistema de cámaras de seguridad implantadas en el país, y en ocasiones junto a su hermano David. Sin embargo debe lidiar con las dificultades generadas por la corrupción que existe dentro de las fuerzas policiales, y del capitán Johnny, quien fue su jefe hace tres años, pero que Leonardo denunció luego de negarse a seguir sus órdenes de colocar drogas en contenedores de su enemigo político, lo que causó una serie de juicios por los que Johnny terminó encarcelado.

## Antecedentes
Durante el rodaje de la película Sexy Montañita a inicios de 2014, Luis Avilés, quien era el director de fotografía, y Alberto Pablo Rivera, director y protagonista del filme, decidieron formar una sociedad en la cual un grupo de artistas audiovisuales se apoyarían en sus proyectos y que el siguiente filme que realizaría dicha sociedad sería el de Avilés.
El guion fue escrito por Luis Avilés, sobre un policía que persigue a un asesino. Originalmente la historia se desarrollaba en su mayor parte en Ambato, durante el Carnaval de las Flores y las Frutas que se realiza en febrero.
Con el fin de darle un toque diferente a la película, optaron por utilizar un dron al darse cuenta de que hasta el momento no se había implementado uno en un largometraje. A pesar de que en un inicio solo tenían pensado implementarlo para algunas escenas, cambiaron de opinión por utilizarlo en su totalidad, luego de conocer a Jimmy Ricking Stone, un especialista en drones, sumándolo como socio del proyecto en aquel momento.
Con la intención de empezar el rodaje para los carnavales de 2016, lanzaron en redes sociales un video en una sola secuencia y sin corte, en octubre de 2015, en el que Rivera, interpretando a su personaje, da a conocer sobre el proyecto del largometraje Minuto Final, donde explica la temática y la intención de ser la primera película hecha con drones, y de este modo incentivar las donaciones o inversiones para recaudar fondos mediante el sitio web de micromecenazgo Kickstarter.

El proyecto se aplaza hasta 2017, cuando logran tener el impulso económico para iniciar el rodaje, y en junio de ese año realizaron un concurso para seleccionar a un adolescente de entre 13 a 16 años de edad y participe en una escena de la película, realizando un video casting con la cámara del celular en base a un libreto que les asigne uno de los organizadores.

## Producción
La producción estuvo a cargo de Leticia Becilla. El 90% del filme fue realizado con un dron DGI Phantom 4, el 2% con un ejemplar Mavic Pro y el 8% con drones de carrera, esto quiere decir que no son de ninguna marca, ya que son construidos con piezas que traen de diferentes partes del mundo y fueron armadas por un experto de Guayaquil.
Debido a las exigencias de grabar con drones, las escenas debían ser grabadas en secuencia, lo que llevó al equipo de producción a pensar en un set de 360 grados, además de lo que normalmente no se vería en una cámara de tierra.
Se financió con fondos privados, con un presupuesto de $ 60000, tanto en la realización como del marketing.
Pablo Encalada y el grupo Boddega musicalizó el filme.

## Rodaje

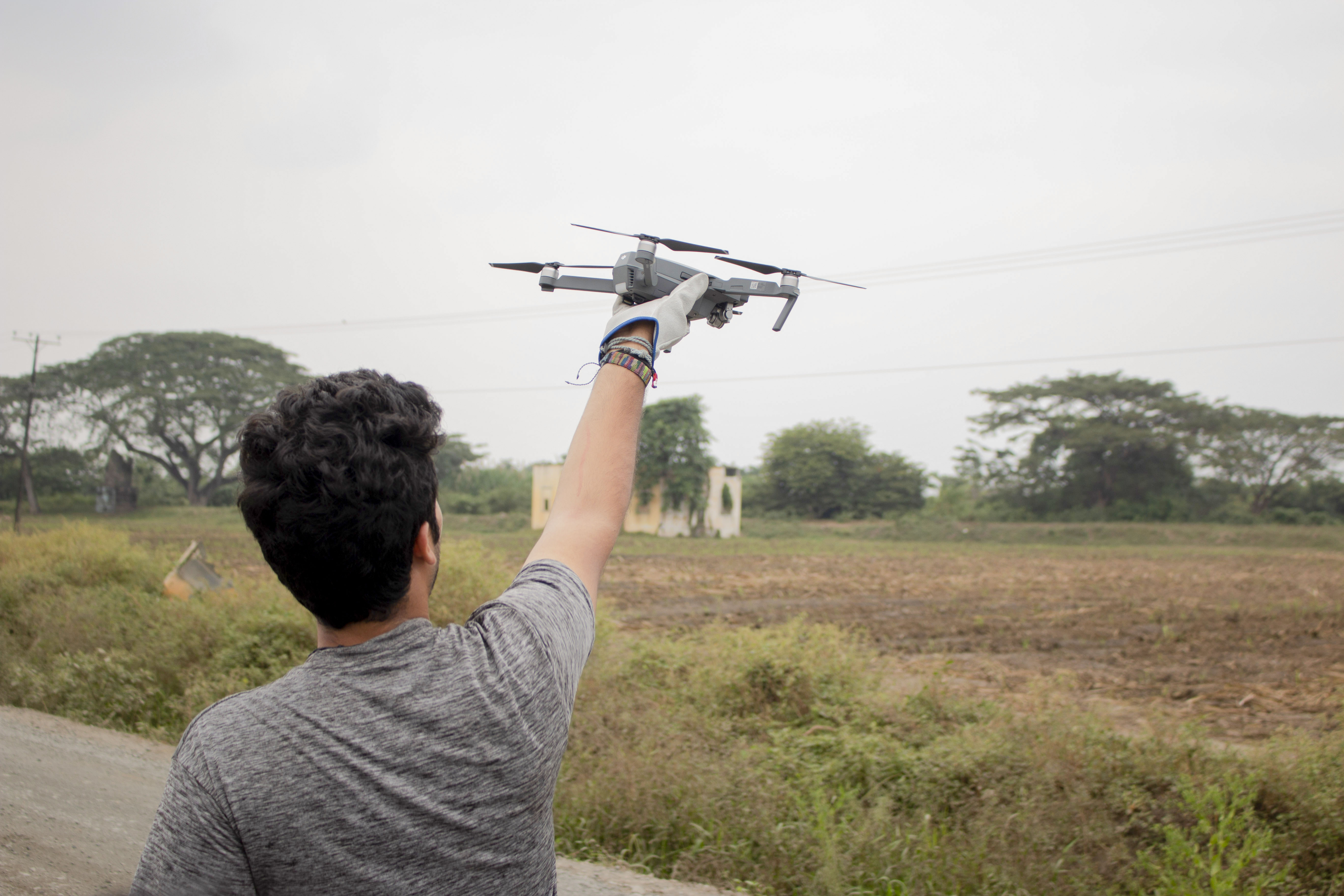
Uno de los drones con el que se rodó la película.

El rodaje inició el 16 de julio de 2017 y tuvo una duración de 16 días, en los cuales se rodó 2 escenas por día ya que la duración de la batería del dron solo era de 10 minutos. El 90% de las escenas fueron en exteriores de las ciudades de Milagro, Guayaquil y Durán.
Como la mayoría de las escenas fueron grabadas en secuencia, los actores debieron crear escenas de 5 minutos sin corte alguno como si fuera teatro, y aunque ellos se dedican al teatro, tuvieron que cambiar un poco los recursos ya que debían trabajar para la cámara en constante movimiento.
Parte del rodaje se realizó en el desfile por las fiestas de fundación de Guayaquil, donde se realizó la persecución entre Leonardo y Cráneo. Durante la grabación, la multitud del desfile no se percató del rodaje, por lo que la escena ganó naturalidad, además de causar temor el ver al actor correr con un arma en mano.

## Elenco

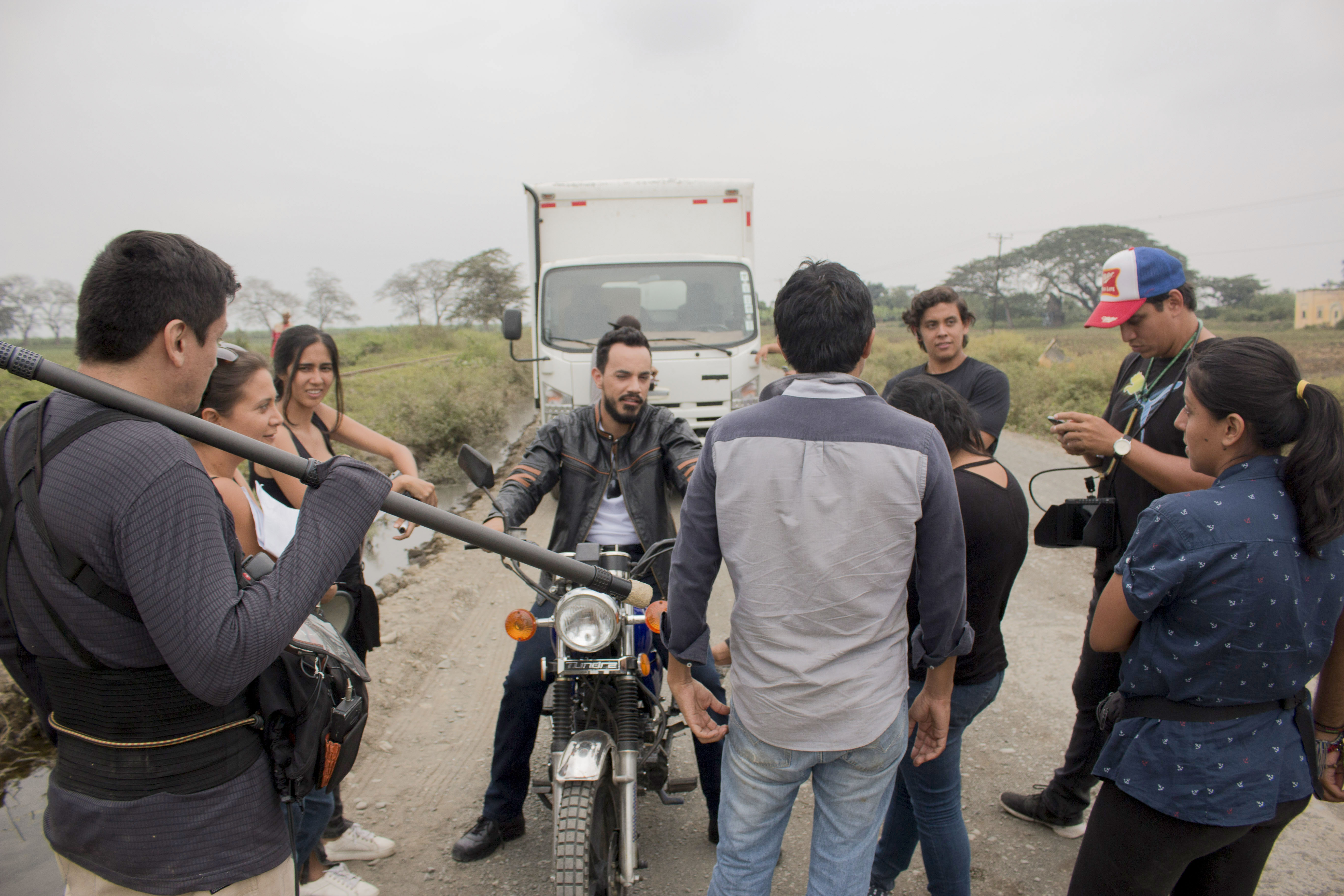
Durante el rodaje de la película, el director Avilés les da indicaciones a los actores y al equipo de rodaje.

El protagonista del filme fue interpretado por Ricardo Velasteguí, como el policía Leonardo; los antagonistas fueron Alberto Pablo Rivera y David Saavedra, quienes interpretaron al capitán Johnny y al asesino Cráneo respectivamente; y los actores de reparto fueron Shany Nadan, Ariel Zöller y Noralma Reeves, como Lorena, David y Vero, esta última aparece en el filme únicamente con su voz. Como extras con su voz participó en el filme Víctor Aráuz, Santiago Carpio y Diego Naranjo.

## Reconocimientos
La película obtuvo 4 galardones de la Iguana Dorada, en el Festival Internacional de Cine de Guayaquil, en 2018, siendo la película ecuatoriana que más premios se llevó esa noche. Los galardones fueron por Mejor Película, Mejor Director, Mejor Edición y Mejor Sonido.